# Slide Hampton

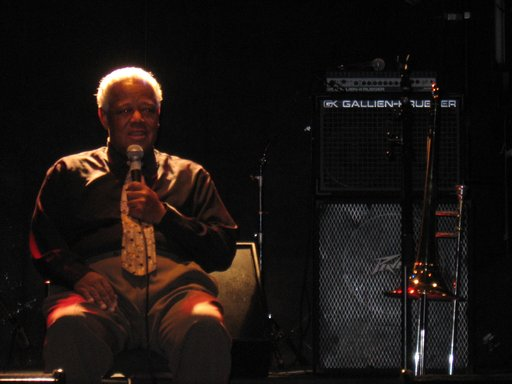
Slide Hampton beim Jerusalem Jazz Festival (2007)

Slide Hampton (* 21. April 1932 in Jeannette, Pennsylvania, als Locksley Wellington Hampton; † 18. November 2021 in Orange, New Jersey) war ein US-amerikanischer Jazzmusiker (Posaune, gelegentlich auch Tuba, Arrangement, Komposition).

## Leben und Wirken
Slide Hampton ist das jüngste Kind der musikalischen Hampton-Familie; sein Vater Clark Deacon Hampton Sr. leitete eine Familienband mit seinen zwölf Kindern, darunter auch die Bassistin und Sängerin Virtue Hampton Whitted und die Saxophonistin und Sängerin Dawn Hampton. Zur Zeit seiner frühen Kindheit zog die Familie Hampton als „Deacon Hampton and the Cotton Pickers“ durchs Land und trat mit Ragtime, Blues, Dixieland und Polka-Nummern auf. Sie ließ sich dann 1938 in Indianapolis nieder, wo die Kinder an der McArthur School of Music eine formelle musikalische Ausbildung erhielten.
Hampton lernte früh Posaune (im Wesentlichen als Autodidakt) und sammelte erste Erfahrungen als Profimusiker in der Jazzband seines Bruders Clark „Duke“ Hampton. Diese Band spielte vorwiegend im Mittleren Westen und im Süden der USA; 1950 trat sie auch in der New Yorker Carnegie Hall, im Apollo Theater und im Savoy Ballroom auf; ansonsten spielte sie als Hausband im Cotton Club von Cincinnati. 1952 verließ er die Duke-Hampton-Band und spielte zunächst bei Eddie „Cleanhead“ Vinson, Bill Doggett (1954) und Buddy Johnson (1955/56), bevor er zwischen 1956 und 1957 bei seinem Onkel Lionel Hampton arbeitete. Anschließend war er bis 1959 als Orchestermusiker und Arrangeur für Maynard Ferguson tätig und gehörte 1960 kurz der Bigband von Dizzy Gillespie an.
Zwischen 1959 und 1962 ging er mit Freddie Hubbard auf Tournee und leitete ein eigenes Oktett, dem neben Hubbard auch George Coleman, Booker Little, Jay Cameron, Bill Elton, Pete LaRoca und Nabil Totah angehörten. 1962 entstand mit Coleman, Butch Warren und Kenny Clarke in Paris das Album Exodus. Nachdem er für den Sänger Lloyd Price die Begleitband geleitet, aber auch als freischaffender Arrangeur, u. a. für Motown Records gearbeitet hatte, wo er an Aufnahmen von Stevie Wonder und den Four Tops mitwirkte, schloss er sich 1968 für eine Europatournee dem Orchester von Woody Herman an.
Hampton ließ sich dann in Europa nieder, zunächst in Berlin und schließlich in Paris. 1968 nahm er in Paris unter eigenem Namen mit Henri Texier und Daniel Humair auf (Mello-Dy), 1970 mit Niels-Henning Ørsted Pedersen, Joachim Kühn und Philly Joe Jones. Er arrangierte häufig für Studiobands, arbeitete mit Miriam Klein, aber auch mit All-Star-Besetzungen, mit Václav Zahradník und mit Peter Herbolzheimer und leitete gemeinsam mit Joe Haider eine Big Band. Daneben arbeitete er mit Dexter Gordon, Don Byas, Johnny Griffin und Kenny Clarke. In den 1970er-Jahren gehörte er zeitweise zur SFB Big Band und wirkte auch als Gastdirigent und Gastsolist der ORF Big Band.
1977 kehrte Hampton in die USA zurück und gründete in New York seine großformatige World of Trombones, die über eine Rhythmusgruppe aus neun Posaunen verfügte. 1988 war er Gründungsmitglied und musikalischer Leiter von Gillespies United Nations Orchestra, dem er vier Jahre angehörte. Außerdem arbeitete er mit der zwölfköpfigen Formation The Jazz Masters, die 1993 ihr Debüt im New Yorker Village Vanguard hatte und aus Sidemen der Gillespie-Gruppe bestand, wie Jon Faddis, Jimmy Heath, Roy Hargrove, Claudio Roditi, Antonio Hart, David Sánchez oder Danilo Pérez. Daneben war er in der Umgebung von New York als Musikpädagoge tätig. Im Jahr 2002 stellte er für Aufnahmen eine aus 14 Posaunisten bestehende Bigband zusammen, der u. a. Hugh Fraser, Victor Jones, John Lee, Benny Powell, Bill Watrous und Larry Willis angehörten (Spirit of the Horn).
Im Laufe seiner Karriere spielte Hampton außerdem mit so unterschiedlichen Musikern wie Diana Ross, Clifford Brown, Curtis Fuller, Melba Liston, Albert Mangelsdorff, Steve Turré, Monty Alexander, Martial Solal, James Newton, Pharoah Sanders, John Surman, Barre Phillips, Charles Mingus und Stu Martin. Im Bereich des Jazz war er laut Tom Lord zwischen 1952 und 2018 an 241 Aufnahmesessions beteiligt, zuletzt als Gastsolist im Charles Ruggiero/Frank Basile Octet +1 (Slide’s Blues).

## Würdigung
Als Arrangeur und Spieler bewies Hampton ein feines melodisches Gespür, als einer der wenigen prominenten linkshändigen Posaunisten verblüffte er mit einer flüssigen Technik. „Er repräsentiert die J. J. Johnson-Schule in höchster Vollendung, als Arrangeur erreicht er durch geschickten Stimmenaustausch mit kleinen Besetzungen kraftvolle Bigband-Wirkungen“, so Martin Kunzler.

## Auszeichnungen
2005 wurde Hampton (wie zuvor schon 1998 für Arrangements, die er für Dee Dee Bridgewater schrieb) mit einem Grammy ausgezeichnet. Im selben Jahr erhielt er die NEA Jazz Masters Fellowship.

## Diskographische Hinweise
- Slide Hampton and His Horn of Plenty (Strand, 1959)
- Sister Salvation (Collectables, 1960)
- Two Sides of Slide (Fresh Sound, 1959–61)
- Exodus (Fresh Sound, 1962)
- Mello-Dy (LRC, Delta, 1967/68)
- Flying Colors (Zim, 1977)
- Roots (Criss Cross Jazz, 1985)
- Dedicated to Diz! (Telarc, 1993)
- Jazz Matinee (Hänssler Classic, 2002), mit der SWR Big Band
- Spirit of the Horn (MCGJazz, 2002)